# Jiří Kratochvíl (malíř)
Jiří Kratochvíl (* 12. března 1930, Třebíč) je český malíř.

## Biografie
Jiří Kratochvíl se narodil v roce 1930 v Třebíči, mezi lety 1950 a 1954 vystudoval Uměleckoprůmyslovou školu ve Zlíně v ateliéru Karla Hofmana, Vladimíra Hrocha a Jaroslava Blažka. Po vystudování v roce 1956 nastoupil na pozici propagačního výtvarníka továrny BOPO a tam působil až do odchodu do důchodu. Během života se věnoval primárně krajinářské malbě a to primárně krajiny Třebíče a okolí, maloval hlavně krajiny z okolí vesnic Ptáčov, Trnava, Přeckov, Pocoucov a Řípov. Jeho obrazy jsou význačné barevným podáním ve škále zelené a hnědé.

## Výstavy

### Samostatné
- 1985, Výstavní síň Kulturního domu Julia Fučíka, Adamov (Vysočina v obrazech Jiřího Kratochvíla)
- 1994, Galerie Portyč, Písek (Jiří Kratochvíl: Obrazy)
- 1999, Výstavní síň Karlovo náměstí 46, Třebíč (Jiří Kratochvíl)

### Kolektivní
- 1972, Zámek Třebíč, Třebíč (III. výtvarná Třebíč)